# Novantae

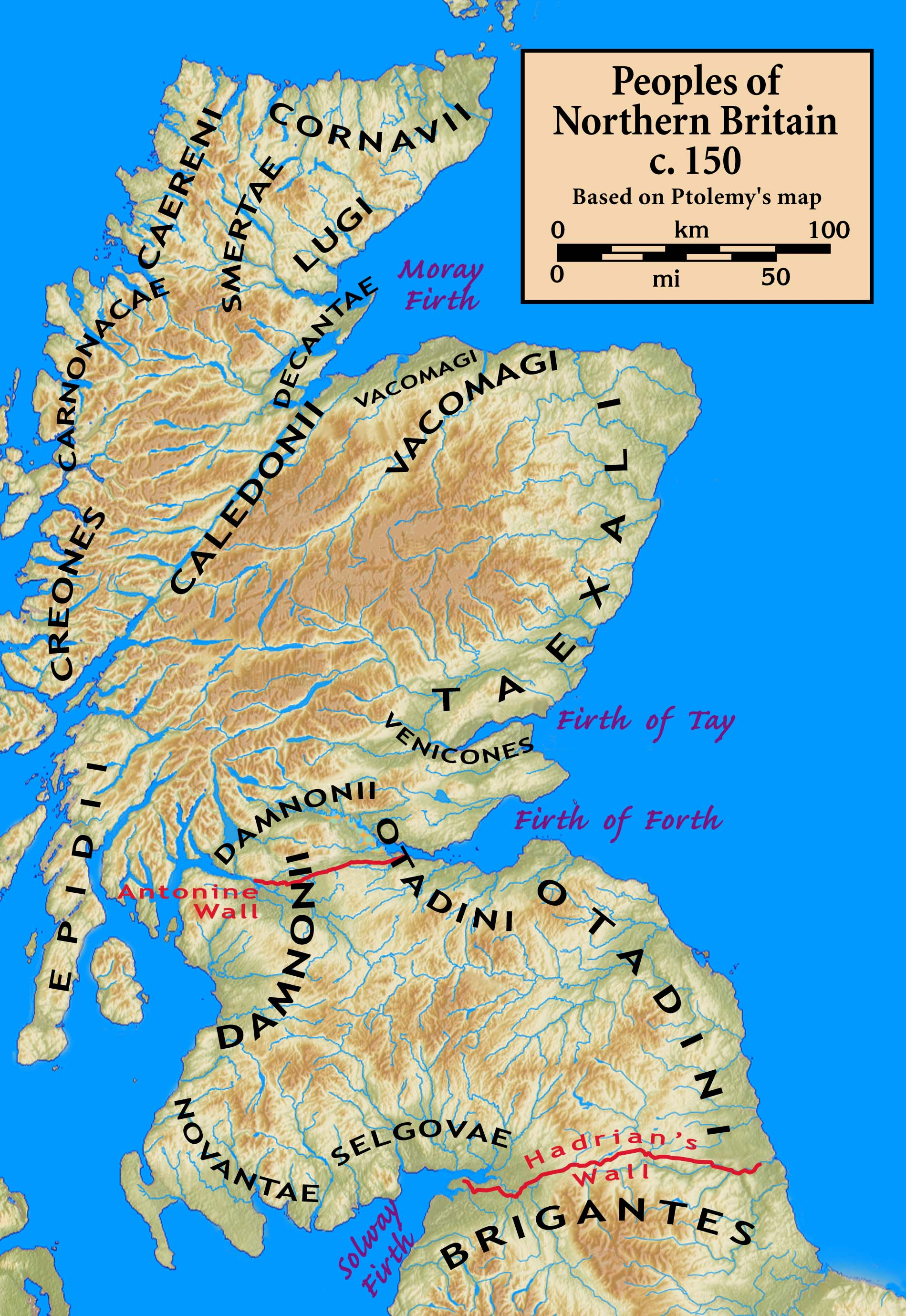
Mapa de ubicación del pueblo Novantae.

Los Novantae eran un pueblo del sudoeste de Escocia. Habitaban al norte del Muro de Adriano, en la actual Galloway, en la península del mismo nombre. Probablemente eran una tribu Celta pero muy influenciada por los Pictos.
Conocidos por el geógrafo Claudio Ptolomeo, menciona los asentamientos de Locopibium y Rerigonium, posiblemente en las actuales Innermessan y Whithorn o Wigtown respectivamente.
Cuando en el 69 d. C., aprovechando el caos de Roma en el llamado Año de los cuatro emperadores, el líder de los Brigantes, Venutius se alzó nuevamente en armas, lo hizo con apoyo de tropas de los Carvetii, de los Novantae y los Selgovae. Roma sólo pudo enviar tropas auxiliares, las que no bastaron para impedir la ocupación del país pero al menos pudieron rescatar a la reina de los Brigantes, aliada del Imperio, Cartimandua.
En la ofensiva que llevó a cabo el gobernador romano Gnaeus Julius Agrícola durante el año 80 d. C. sobre Caledonia, que culminó con la victoria en la Batalla de Monte Graupio, se fundaron campamentos fortificados en su territorio, en Glenlochar
(hoy Glenluce).
Tras la retirada de los romanos, en el siglo VI surgió en el territorio de los Novantae y de los Carvetii el reino de Rheged.